# شریان‌های سیگموئید
شریان‌های سیگموئید (انگلیسی: Sigmoid arteries)، سرخرگ‌های قولون خاصره یا سرخرگ‌های شترگلویی از ۲ تا ۴ شاخه تشکیل شده‌اند که با نزول به طرف چپ در مزوکولون سیگموئید، خون‌رسانی بخش پایینی کولون نزولی و سیگموئید را به عهده دارند. این سرخرگ‌ها در بالا با شاخه‌های سرخرگ قولونی چپ و در پایین با شاخه‌های سرخرگ راست‌روده‌ای بالایی بازپیوسته می‌شود.